# Братья Гримм (фильм)
«Бра́тья Гримм» (англ. The Brothers Grimm) — фэнтези-фильм режиссёра Терри Гиллиама по сценарию Эрена Крюгера. Фильм представляет собой деконструкцию сказочных сюжетов, снятую в готической эстетике и с долей чёрного юмора. Сюжет рассказывает о двух мошенниках, выдающих себя за охотников на нечисть, которые сталкиваются с реальным колдовством. К реальным немецким писателям братьям Вильгельму и Якобу Гриммам фильм имеет только косвенное отношение, но в нём использованы персонажи народных сказок, известных в их интерпретации.
«Братья Гримм» стали самым дорогим проектом в карьере Терри Гиллиама, но провалились в прокате и были разгромлены критиками, не оценившими абсурдный сюжет, юмор и неудачное позиционирование картины.

## Сюжет
Действие фильма происходит в начале XIX века в Германии, оккупированной войсками наполеоновской Франции. Братья Уилл (англ. Will, по сути — Вильгельм) Гримм (Мэтт Дэймон) и Джейк (англ. Jake, по сути — Якоб) Гримм (Хит Леджер) — мелкие жулики, которые зарабатывают на жизнь изгнанием «нечисти» из людей (при этом роль «нечисти» играют их помощники). Однако однажды они попадают в руки к французскому генералу Делатомбу (Джонатан Прайс), который заставляет их заняться разоблачением куда более масштабного мошеннического «волшебства»: в одной деревне кто-то похищает девочек, обставляя похищения как проявления чёрной магии. Чтобы братья не сбежали, он отправляет с ними своего подручного — пыточных дел мастера Кавальди (Петер Стормаре).
Прибыв в деревню Марбаден, братья Гримм вскоре выясняют, что все исчезновения детей связаны с «заколдованным лесом». Они пытаются с помощью охотницы Анжелики (Лина Хиди) найти в лесу знакомые им по прежним фокусам механизмы, но постепенно убеждаются, что там на самом деле творятся невероятные дела — ходят деревья, бродит волк-оборотень, а посреди леса стоит древняя башня, в которой живёт 500-летняя Зеркальная Королева (Моника Беллуччи), которая с помощью магии уже обрела вечную жизнь, а теперь пытается с помощью крови похищенных девочек получить себе и вечную молодость.

## В ролях
| Актёр           | Роль                     |
| --------------- | ------------------------ |
| Мэтт Дэймон     | Уилл (Вильгельм) Гримм   |
| Хит Леджер      | Джейк (Якоб) Гримм       |
| Лина Хиди       | Анжелика                 |
| Петер Стормаре  | Меркурио Кавальди        |
| Моника Беллуччи | Королева                 |
| Джонатан Прайс  | генерал Ваварен Делатомб |
| Маккензи Крук   | Хидлик                   |
| Ричард Райдингс | Бёнст                    |

## Производство

### Сценарий
Предварительный сценарий, написанный Эреном Крюгером, был приобретён компанией Metro-Goldwyn-Mayer в феврале 2001 года.
Занявший в октябре 2002 года пост режиссёра Терри Гиллиам и его постоянный соавтор Тони Грисони фактически переписали сценарий, тем не менее, в титрах в качестве сценариста был указан лишь Крюгер.

### Подбор актёров
Первоначально Мэтт Дэймон должен был играть Якоба Гримма, а Хит Леджер — Уилла, но они уговорили режиссёра и продюсеров поменять их местами.
Терри Гиллиам хотел добавить к гриму Мэтта Деймона накладной нос. Однако продюсер Харви Вайнштейн остался непреклонен и не позволил режиссёру этого сделать. Позднее Гиллиам шутил, что это была бы самая дорогая операция по ринопластике из когда-либо проведённых.

### Съёмки
Из-за бюджетных ограничений было принято решение снимать фильм полностью в Чехии. Гиллиам рассудил: «Это фильм на 80 миллионов долларов, который будет стоить 120—140 миллионов в Америке».
Съёмки проходили с 30 июня по 27 ноября 2003 года. Большая часть съёмок масштабных декораций и звуковая обработка проводились в пражской киностудии Barrandov Studios, а в ноябре прошли натурные съёмки в замке Кршивоклат. Окончание съёмок в Чехии было запланировано на 23 октября 2003 года, однако вследствие замены кинооператора и технической сложности эффектов процесс растянулся до 27 ноября 2003 года.
Консультантом по военной части выступал российский историк Олег Соколов.

## Прокат
Фильм вышел в прокат в США 26 августа 2005 года.
При общем бюджете в 88 млн долларов в мировом прокате фильм собрал 105 млн долларов.
В 2005 году фильм участвовал в конкурсе 62-го Венецианского международного кинофестиваля, но в борьбе за Золотого льва уступил фильму «Горбатая гора».

## Критика
Фильм получил преимущественно негативные отзывы со стороны критиков. В основном фильм ругали за несмешной, «отбитый» юмор, неубедительную актёрскую игру, бессмысленный сюжет и большое количество откровенно глупых и ненужных сцен, из-за которых даже непонятно, на какую аудиторию этот фильм был рассчитан. На агрегаторе рецензий Rotten Tomatoes рейтинг одобрения составляет 38 % на основе 182 отзывов критиков со средней оценкой 5,3 из 10. Консенсус сайта гласит: «„Братья Гримм“ полны красивых образов, но история вымучена и менее чем очаровательна».
Питер Трэверс из Rolling Stone поставил 3 звезды из 4. Он объяснил: «Если вы фанат Гиллиама, как и я, вы пойдете с ним, даже когда сценарий теряет свою шаткую связность». Роджер Эберт назвал фильм «произведением безграничной изобретательности», но добавил: «Это изобретение без шаблона, гоняющееся по экрану, не находя сюжета. Смотреть на это немного утомительно». Стивен Хантер из The Washington Post писал, что «„Братья Гримм“ выглядят потрясающе, но по сути остаются инертными. Вы продолжаете ждать, пока что-то произойдет, и через некоторое время ваш разум отвлекается от пустого безумия со всей его филигранью». Мик ЛаСалль из San Francisco Chronicle написал: «Это насыщенный фильм, но его суть не имеет ничего общего с сюжетом и персонажами, а связана только с буйным желанием показать что-нибудь на экране».